# Девід Форд
Девід Форд (англ. David Forde, 20 грудня 1979, Голвей) — ірландський футболіст, воротар.

## Клубна кар'єра
У дорослому футболі дебютував 1999 року виступами за команду клубу з рідного міста «Голвей Юнайтед», в якій провів два сезони, взявши участь у 31 матчі чемпіонату.
Згодом з 2001 по 2004 рік захищав кольори команд клубів «Баррі Таун», «Вест Хем Юнайтед» (провів один сезон, не відігравши жодної офіційної гри) та «Барнет».
Своєю грою за останню команду привернув увагу представників тренерського штабу клубу «Деррі Сіті», єдиного північноірландського представника у чемпіонаті Ірландії, до складу якого приєднався 2004 року. Відіграв за команду з Деррі наступні два сезони своєї ігрової кар'єри. Більшість часу, проведеного у складі «Деррі Сіті», був основним голкіпером команди.
Протягом 2006—2008 років захищав кольори «Кардіфф Сіті», з якого здавався в оренду до клубів «Лутон Таун» та «Борнмут».
До складу клубу «Міллволл» приєднався 5 червня 2008 року. Всього відіграв за клуб з Лондона понад 300 матчів в усіх турнірах протягом восьми років, після чого рік грав на правах оренди за «Портсмут».
Завершив кар'єру у клубі «Кембридж Юнайтед», де грав протягом 2017—2019 років.

## Виступи за збірну
24 травня 2011 року дебютував в офіційних матчах у складі національної збірної Ірландії в матчі кубка націй проти Північної Ірландії (5:0), замінивши на 72-й хвилині зустрічі Шея Гівена. 7 червня 2011 року голкіпер провів повний матч за національну збірну — товариський зі збірною Італії (2:0). 
Влітку 2012 року Девід Форд потрапив у заявку збірної Ірландії для участі у чемпіонаті Європи, але в жодній грі турніру на поле не вийшов.
Всього провів у формі головної команди країни 24 матчі. 